# Regering-Dehaene II
De regering-Dehaene II (23 juni 1995 - 12 juli 1999) was een Belgische regering. Het was een coalitie tussen de CVP/PSC (29 en 12 zetels) en de PS/SP (21 en 20 zetels).
De regering volgde de regering-Dehaene I op na de verkiezingen van 21 mei 1995 en werd opgevolgd door de regering-Verhofstadt I nadat de CVP een zware klap had gekregen bij de verkiezingen van 13 juni 1999. VLD-voorzitter Guy Verhofstadt vormde toen de Regenboogcoalitie, die de liberalen, socialisten en ecologisteren verenigde. Voor het eerst sinds 1954 werd de Belgische christendemocratische familie gedwongen om in de oppositie te zitten, terwijl de liberalen voor het eerst sinds Paul-Émile Janson in 1937 de uitvoerende macht overnamen.

## Verloop

### Maatregelen
De meest bekende maatregelen van de regering-Dehaene II waren:
- Sanering van de overheidsfinanciën voor de toetreding tot de euro.
- Het Octopusakkoord voor de hervorming van de politiediensten en het gerecht (na de zaak-Dutroux).

Besparing in de kinderbijslag: Halvering van de leeftijdsbijslag voor kinderen met rang 1 voor wie de gewone kinderbijslag betaald wordt (dus niet voor wie een sociale toeslag wordt betaald).

### Crisis
De regering had te maken met enkele crisismomenten:
- de zaak Dutroux
- de dioxinecrisis (laatste maand van de regeringsperiode)

Hierdoor deden de regeringspartijen het slecht tijdens de verkiezingen van 13 juni 1999.

## Samenstelling
De regering bestond uit 15 ministers (14 + 1 eerste minister) en 2 staatssecretarissen. CVP had 5 ministers en 1 staatssecretaris (inclusief de premier), PS 5 ministers, SP 3 ministers en 1 staatssecretaris en PSC 2 ministers.
| Ambtsbekleder                                              | Ambtsbekleder                   | Ambtsbekleder                 | Functie en bevoegdheden | Termijn                           | Partij      |
| Kernkabinet                                                | Kernkabinet                     | Kernkabinet                   | Kernkabinet | Kernkabinet                       | Kernkabinet |
| ---------------------------------------------------------- | ------------------------------- | ----------------------------- | --- | --------------------------------- | ----------- |
|                                                            |                                 | Jean-Luc Dehaene (1940-2014)  | Eerste Minister Algemeen Beleid en voorzitter van het Kernkabinet en de Ministerraad                                                       | 23 juni 1995 - 12 juli 1999       | CVP         |
|                                                            |                                 | Elio Di Rupo (1951)           | Vicepremier Economie en Telecommunicatie                                                                                                   | 23 juni 1995 - 12 juli 1999       | PS          |
| Buitenlandse Handel                                        | 19 juni 1998 - 12 juli 1999     | Elio Di Rupo (1951)           | |                                   | PS          |
|                                                            |                                 | Johan Vande Lanotte (1955)    | Vicepremier Binnenlandse Zaken | 23 juni 1995 – 24 april 1998      | SP          |
|                                                            |                                 | Louis Tobback (1938)          | Vicepremier Binnenlandse Zaken | 24 april 1998 - 26 september 1998 | SP          |
|                                                            |                                 | Melchior Wathelet (1949)      | Vicepremier Landsverdediging | 23 juni 1995 - 3 september 1995   | PSC         |
|                                                            |                                 | Herman Van Rompuy (1947)      | Vicepremier Begroting | 23 juni 1995 - 12 juli 1999       | CVP         |
| belast met Landbouw en Kleine en Middelgrote Ondernemingen | 1 juni 1999 - 12 juli 1999      | Herman Van Rompuy (1947)      | |                                   | CVP         |
|                                                            |                                 | Philippe Maystadt (1948-2017) | Vicepremier | 3 september 1995 - 19 juni 1998   | PSC         |
| Financiën en Buitenlandse Handel                           | 23 juni 1995 - 19 juni 1998     | Philippe Maystadt (1948-2017) | |                                   | PSC         |
|                                                            |                                 | Jean-Pol Poncelet (1950)      | Vicepremier Energie | 19 juni 1998 - 12 juli 1999       | PSC         |
| Landsverdediging                                           | 3 september 1995 - 12 juli 1999 | Jean-Pol Poncelet (1950)      | |                                   | PSC         |
|                                                            |                                 | Luc Van den Bossche (1947)    | Vicepremier Binnenlandse Zaken | 26 september 1998 - 12 juli 1999  | SP          |
| Volksgezondheid                                            | 1 juni 1999 - 12 juli 1999      | Luc Van den Bossche (1947)    | |                                   | SP          |
| Ministers                                                  |                                 |                               | |                                   |             |
|                                                            |                                 | Yvan Ylieff (1941)            | Wetenschapsbeleid | 23 juni 1995 - 12 juli 1999       | PS          |
|                                                            |                                 | Marcel Colla (1943)           | Volksgezondheid en Pensioenen | 23 juni 1995 - 1 juni 1999        | SP          |
|                                                            |                                 | Erik Derycke (1949)           | Buitenlandse Zaken | 23 juni 1995 - 12 juli 1999       | SP          |
|                                                            |                                 | Miet Smet (1943-2024)         | Tewerkstelling en Arbeid, belast met het Beleid van Gelijke Kansen voor Mannen en Vrouwen                                                  | 23 juni 1995 - 12 juli 1999       | CVP         |
|                                                            |                                 | Magda De Galan (1946-2024)    | Sociale Zaken | 23 juni 1995 - 12 juli 1999       | PS          |
|                                                            |                                 | Karel Pinxten (1952)          | Landbouw en de Kleine en Middelgrote Ondernemingen                                                                                         | 23 juni 1995 - 1 juni 1999        | CVP         |
|                                                            |                                 | Michel Daerden (1949-2012)    | Vervoer | 23 juni 1995 - 12 juli 1999       | PS          |
|                                                            |                                 | Stefaan De Clerck (1951)      | Justitie | 23 juni 1995 - 24 april 1998      | CVP         |
|                                                            |                                 | Tony Van Parys (1951)         | Justitie | 24 april 1998 - 12 juli 1999      | CVP         |
|                                                            |                                 | André Flahaut (1955)          | Ambtenarenzaken | 23 juni 1995 - 12 juli 1999       | PS          |
|                                                            |                                 | Jean-Jacques Viseur (1946)    | Financiën | 19 juni 1998 - 12 juli 1999       | PSC         |
|                                                            |                                 | Reginald Moreels (1949)       | Ontwikkelingssamenwerking | 1 juni 1999 - 12 juli 1999        | CVP         |
|                                                            |                                 | Jan Peeters (1963)            | Veiligheid, Maatschappelijke Integratie, Leefmilieu en Pensioenen                                                                          | 1 juni 1999 - 12 juli 1999        | SP          |
| Staatssecretarissen                                        |                                 |                               | |                                   |             |
|                                                            |                                 | Reginald Moreels (1949)       | Ontwikkelingssamenwerking, toegevoegd aan de Eerste Minister                                                                               | 23 juni 1995 - 1 juni 1999        | CVP         |
|                                                            |                                 | Jan Peeters (1963)            | Veiligheid, Maatschappelijke Integratie en Leefmilieu toegevoegd aan de minister van Binnenlandse Zaken en de minister van Volksgezondheid | 23 juni 1995 - 1 juni 1999        | SP          |

### Herschikkingen
- Op 3 september 1995 nam Melchior Wathelet ontslag om rechter in het Europees Hof van Justitie te worden. Philippe Maystadt werd vicepremier en Jean-Pol Poncelet (PSC) werd minister van Landsverdediging.
- Op 24 april 1998 werd Stefaan De Clerck vervangen door Tony Van Parys (CVP), en Johan Vande Lanotte door Louis Tobback (SP), na de ontsnapping van Marc Dutroux uit het gerechtsgebouw van Neufchâteau een dag voordien.
- Op 19 juni 1998 nam Philippe Maystadt ontslag. Elio Di Rupo werd bevoegd voor Buitenlandse Handel, Jean-Pol Poncelet werd vicepremier en kreeg Energie, en Jean-Jacques Viseur (PSC) werd minister van Financiën.
- Op 26 september 1998 nam Louis Tobback ontslag na de dood van asielzoekster Semira Adamu, die stierf bij haar gedwongen uitwijzing. Hij werd vervangen door Luc Van den Bossche (SP).
- Op 1 juni 1999 namen Marcel Colla en Karel Pinxten ontslag omwille van de dioxinecrisis. Herman Van Rompuy nam de bevoegdheden van Karel Pinxten over. Luc Van den Bossche kreeg er Volksgezondheid bij en Jan Peeters werd minister van Pensioenen, Veiligheid, Sociale Integratie en Leefmilieu. Hijzelf werd niet vervangen als staatssecretaris. Op deze dag werd Reginald Moreels ook volwaardig minister van Ontwikkelingssamenwerking.